# 波爾的里奧
波爾的里奧（西班牙語：Gonzaro Portillo，?—?），西班牙人，1640年，他接任帕囉米諾擔任西班牙雞籠長官，控制了北台灣雞籠（基隆）港口的行政與軍事。他駐紮地方約是社寮島（今和平島）的「聖薩爾瓦多城（San Salvador）」。他在任期間，為了防止南台灣的荷蘭東印度公司進攻，於基隆「白米甕砲臺」一帶繼續修築「維多利亞圓堡」等工事 （页面存档备份，存于）。1642年爆發雞籠之戰，他率領的船隊遭荷蘭擊潰，由此成了最後一任西班牙駐臺長官。雞籠之戰結束後，波爾的里奧隨同其他俘虜被運至荷屬東印度的巴達維亞囚禁，然而不久後即獲釋。其他俘虜於1643年6月29日平安返回馬尼拉，但波爾的里奧害怕被追究戰敗責任，不願隨其他人回去馬尼拉而滯留於荷屬東印度的望加錫。